# Schwarzbach (Alsenz)
Der Schwarzbach ist ein linker Nebenfluss der Alsenz.

## Geographie

### Verlauf
Der Schwarzbach entspringt am südöstlichen Rand des Siedlungsgebiets des Mehlinger Ortsteils Neukirchen. Er fließt zunächst in ostnordöstlicher und später in nordöstlicher Richtung.
Schließlich überschreitet er die Gemarkungsgrenze zu Enkenbach-Alsenborn. Innerhalb eines bewaldeten Gebiets durchfließt er mehrere „Schwarzweiher“ genannte Seen, die allesamt als Naturdenkmale ausgewiesen sind. Nach rund dreieinhalb Kilometern mündet er schließlich von links bei der Unteren Eselsmühle in die Alsenz.

### Zuflüsse
- Maigraben (rechts)

## Geschichte
Die Weiher im Unterlauf wurden 1809 auf Initiative von Ludwig von Gienanth angelegt, dessen Unternehmen entlang der Alsenz ein Eisenhammerwerk betrieb. Die Seen sollten einer Wasserknappheit entlang der Alsenz vorbeugen.